# Dimitrije Demeter
Dimitrije Demeter (ur. 1811, zm. 1872) – chorwacki pisarz, działacz chorwackiego odrodzenia narodowego, krytyk literacki i teatralny, twórca stałej sceny narodowej w Zagrzebiu. Był prekursorem nowelistyki chorwackiej.